# Кафедральный собор Гуадикса
Кафедральный собор Гуадикса (исп. Catedral de Guadix) — католический собор расположенный в городе Гуадикс, в провинции Гранада на юге Испании.
По церковной легенде, первая церковь была построена на этом месте в I веке святым Торквато. Если это так, то в этом месте возникла первая христианская община в Испании. Известно, что в X веке здесь была выстроена церковь вестготов. После военного захвата города церковь вестготов была приспособлена под мечеть.
Город отвоевали испанцы в 1489 году и бывшую мечеть приспособили под христианскую церковь за установкой буллы папы римского Иннокентия VIII. Запланировали создание нового собора, но древние проекты отклонили. Позже строительство начали при кардинале Авалосе. Новый проект создал архитектор Диего Силоэ и строительство начали в 1549 году. К произведениям Диего Силоэ принадлежали часть ризницы, часовня дона Фаддея, абсида и часть нефа. Часовня дона Фаддей сохраняет черты архитектуры эпохи Возрождения.
В 1574 году строительство прекратили за отсутствия средств. Строительство затягивалось и построения храма привлекли среди других архитекторов — Франсиско Рольдана и Франсиско Антеро. Колокольня была возведена братьями Педро и Мигелем Фрейле и впоследствии стала символом города. Строительство возобновили через 20 лет в 1594 году при содействии епископа Хуана де Фонсеки.
Собор стоял недостроенным до конца XVII века. Строительство возобновили рассчитывая на помощь короля Испании. Епископу прислали новый проект архитектора Антонио Дельгадо. Архитектор прекратил работу в городе, потому что был отослан в 1714 году в город Хаэн. Руководство строительством перешло к Висенте Эсеро, который начал менять проект Дельгадо. Существенным было руководство Кайон де ла Веги, который выстроил своды и купол. Кайон де ла Вега был переведен в 1731 году в город Кадис, но главный фасад достроили согласно его проекту в стиле барокко. Фасад собора выстроили архитекторы Висенте Асеро и Томас Ракхот, добавив новые детали, не предусмотренные проектом Кайон де ла Веги.